# Камёнка (Малопольское воеводство)
Камёнка (пол. Kamionka) — село в Польше в сельской гмине Козлув Мехувского повета Малопольского воеводства.
Село располагается в 3 км от административного центра гмины села Козлув, в 12 км от административного центра повета города Мехув и в 45 км от административного центра воеводства города Краков.
В 1975—1998 годах село входило в состав Келецкого воеводства.